# Dominique de La Maisonneuve
Pour les articles homonymes, voir Maisonneuve.
Sœur Dominique de La Maisonneuve est une religieuse et autrice française de la Congrégation de Notre-Dame de Sion, professeure à l'université catholique de Paris.

## Biographie
Dominique de La Maisonneuve est diplômée de l'Université hébraïque de Jérusalem en 1977. De 1977 à 1998, elle enseigne l'hébreu biblique à l'Institut catholique de Paris.
Elle est membre du Sidic - Service d'Information et de Documentation Juifs-Chrétiens - chargé depuis le concile Vatican II de transmettre au peuple chrétien les enseignements de l'Église, inaugurés par la déclaration Nostra Ætate, concernant le peuple juif,

## Distinctions
- 2012, Prix de l'Amitié judéo-chrétienne de France[3].
- 2018, Médaille du Mérite diocésain[4]

## Publications
- Le Judaïsme, la vie du peuple de Jésus, 1999 (ISBN 978-2-907429-67-2)
- Le Judaïsme : Tout simplement, Ivry-sur-Seine, L'Atelier, coll. « L'atelier en poche », 2017, 191 p. (ISBN 978-2-7082-4522-8)
- La Tora vient des cieux : Introduction au sens du langage biblique, Parole et Silence, 2010  (ISBN 978-2-84573-843-0)
- Histoire du SIDIC, Parole et silence, coll. « Documents Essai », 14 juin 2018 (ISBN 978-2-88918-425-5)